# Agaricus arvensis
Agaricus arvensis (Jacob Christian Schäffer, 1774), sin. Psalliota arvensis (Jacob Christian Schäffer, 1774 ex Paul Kummer, 1871), din încrengătura Basidiomycota, în familia Agaricaceae și de genul Agaricus numit în popor ciupercă de câmp , șampinionul oilor, ciupercă de braniște sau ciuperca calului (câteodată confundat cu Agaricus campestris=ciupercă de bălegar), este o  specie saprofită de ciuperci comestibile. Buretele se poate găsi în România, Basarabia și Bucovina de Nord la  marginea de păduri,  în zone cu iarbă unde de obicei pasc ierbivori, dar de asemenea  prin poieni de  conifere, mai rar în păduri pe lângă pini, brazi și molizi, crescând solitar sau în grupuri mici, de la câmpie până la munte, din (mai) iunie până în octombrie.

## Taxonomie

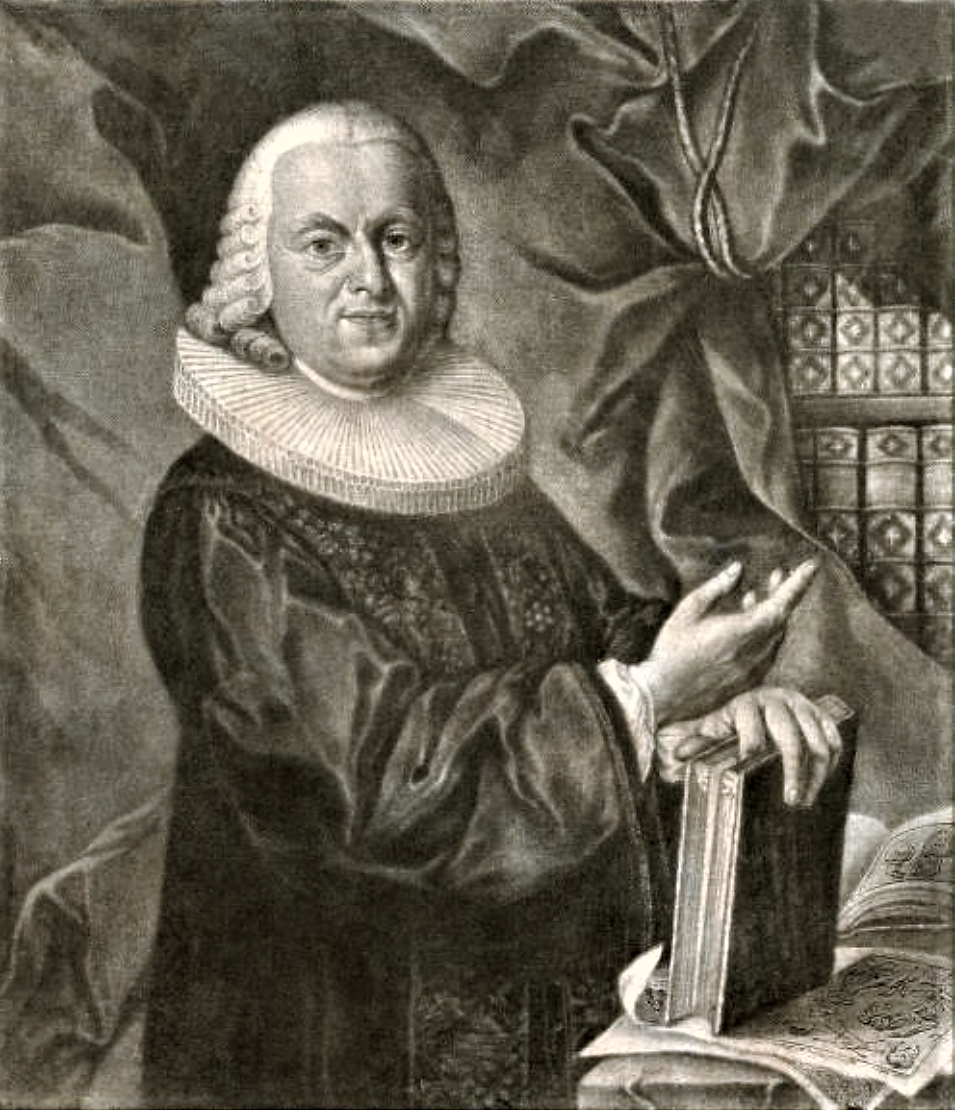
J. Chr. Schäffer

Genul Agaricus este de diversificare foarte veche (între 178 și 139 milioane de ani), începând din timpul perioadei geologice în Jurasic în diferență de exemplu cu genul Boletus (între 44 și 34 milioane de ani).
Primul micolog care a descris buretele a fost Jacob Christian Schäffer în volumele 3/4 al lucrării sale Fungorum qui in Bavaria et Palatinatu circa Ratisbonam nascuntur icones, nativis coloribus expressae (1774), denumire valabilă din nou și astăzi.
Agaricus arvensis este citat adeseori sub denumirea Schaeff. ex. Fr. care este incorectă, pentru că Elias Magnus Fries a considerat-o variație a lui Agaricus campestris, de aceea nu este nume sancționat. Toate denumirile referitoare la Fries sunt așadar de neglijat.
După ce micologul german Paul Kummer a creat genul Psalliota în loc de Agaricus pentru anumite feluri de ciuperci, a redenumit și această specie sub păstrarea epitetului, de verificat în marea sa operă Der Führer in die Pilzkunde: Anleitung zum methodischen, leichten und sicheren Bestimmen der in Deutschland vorkommenden Pilze mit Ausnahme der Schimmel- und allzu winzigen Schleim- und Kern-Pilzchen din 1871, jucând un rol important în anii 80 și 90 al secolului a XX-lea, când mulți micologi au schimbat numele Agaricus în Psalliota, printre ei și micologul italian Bruno Cetto. Între timp, soiul duce din nou vechia însemnare a lui Schaeffer. Toate celelalte denumiri sunt acceptate ca sinonim.

## Descriere

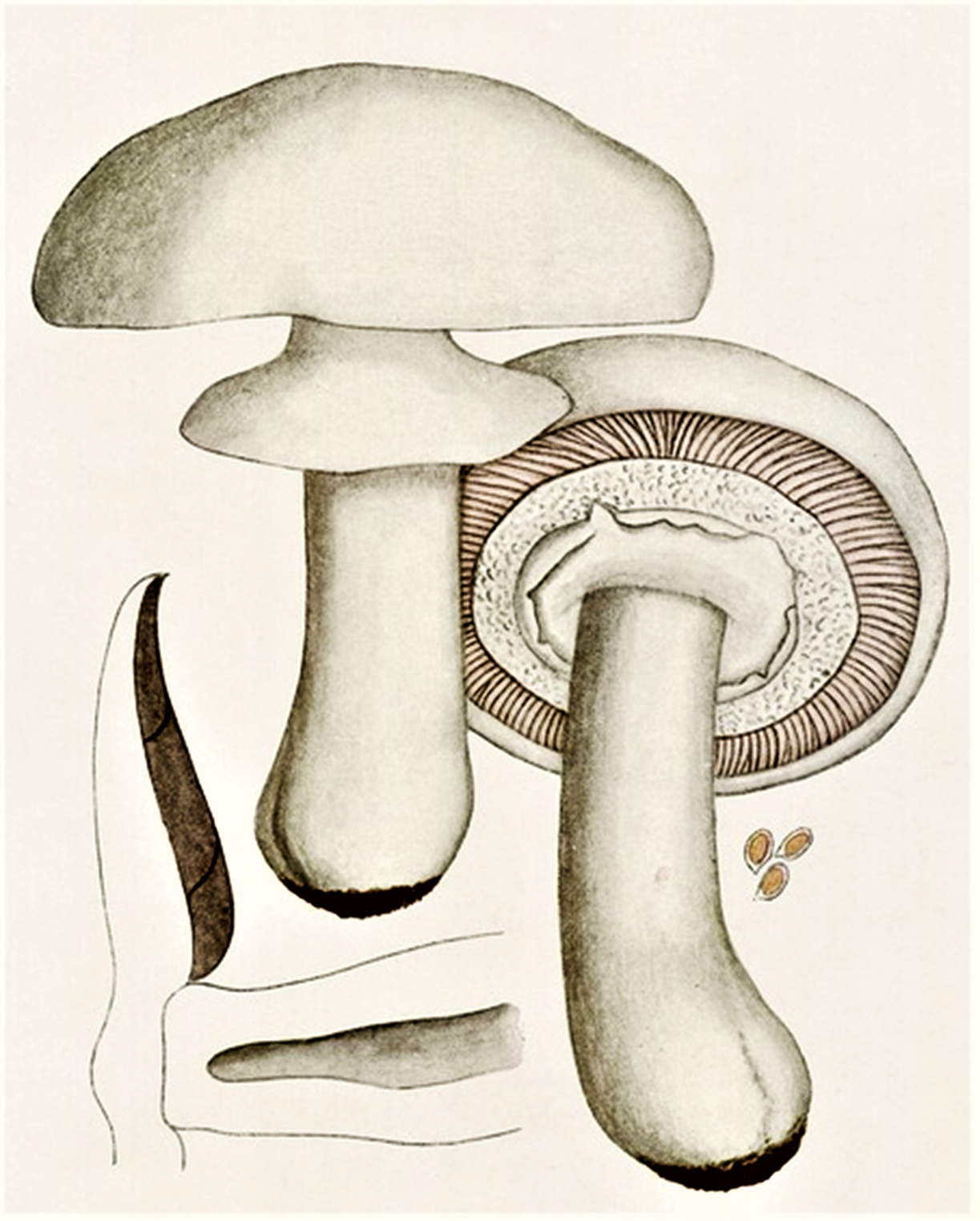
Bres.: Psalliota arvensis

Această specie este nu prea rar confundată și astfel parțial incorect descrisă in cărți și articole.
- Pălăria: are un diametru de 6-12 (15) cm  și este amenajată central peste picior, fiind  inițial convexă, semisferică, cu margine răsfrântă către interior prezentând uneori niște solzi, scuame plate, pe pălărie, rămășițe ale vălului parțial. Pălăria se aplatizează destul de repede, devenind la bătrânețe aproape plană. Cuticula este uscată, albă dar trece odată cu vârsta sau pe vreme uscată ușor în culoarea crem-gălbuie. Se îngălbenește încetișor la atingere sau leziune.
- Lamelele: sunt lungi, aglomerate, strâmte și libere, fiind acoperite în tinerețe de o cortină groasă și albuie, parte al vălului parțial. Sunt inițial de culoare albicioasă, schimbând coloritul apoi în gri-roz și la bătrânețe în maroniu, chiar în maroniu-negricios.
- Piciorul: are o înălțime de 6-12 (15) cm, o lățime de 2-3,5 cm și este aproape cilindric, ușor umflat, la maturitate cu un canal medular, sfârșind într-un bulb fără volvă. El prezintă o manșetă caracteristică ca o roată dințată, albă, membranoasă, care se răsfrânge în jos peste picior. Deasupra, inelul este neted, dedesubt către bază, adesea scămos, mătăsos-solzos. Tija este de culoare albă care uneori se îngălbenește încetișor.
- Carnea: este compactă, pe măsura avansării în vârstă moale, în pălărie albă și în picior gălbuie. Buretele este de gust dulceag, având un miros intensiv de anason, mai ales în stadiul de tinerețe, care se pierde în timpul preparării.
- Caracteristici microscopice: Sporii sunt netezi și elipsoidali cu o dimensiune cuprinsă între 6–8 × 4,5–5,5 microni. Culoarea lor este de un maroniu închis, aproape maro-negricios.[7][8]
- Reacții chimice: Cuticula se colorează cu acid sulfuric precum Hidroxid de potasiu galben, carnea cu anilină brun-violet, lamelele cu naftolul α roșu, carnea și cuticula cu lactofenol gri-violet și coaja bazei cu tinctură de Guaiacum în 2 minute gri-albăstrui.[14]

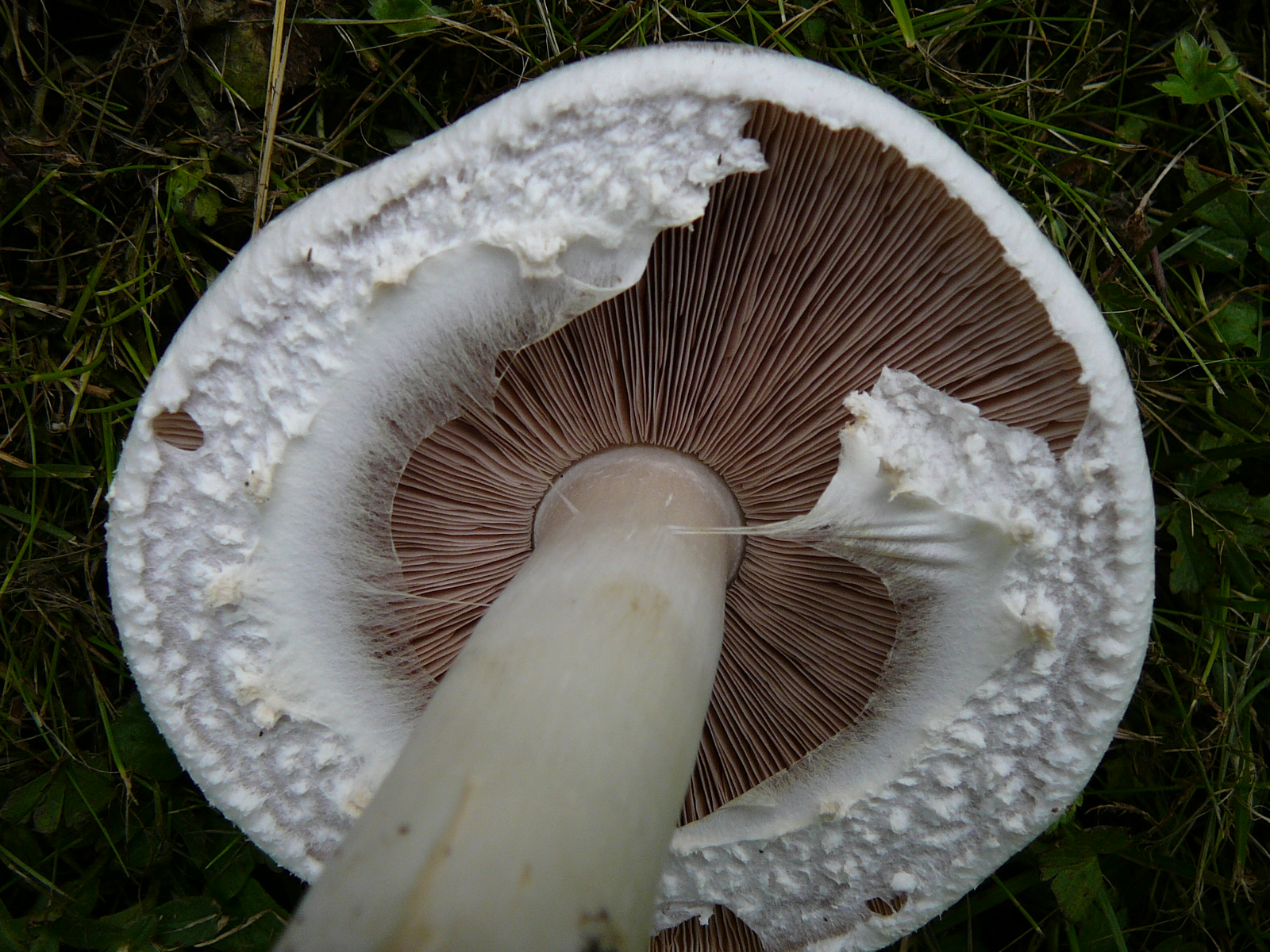
A. arvensis, lamele și picior
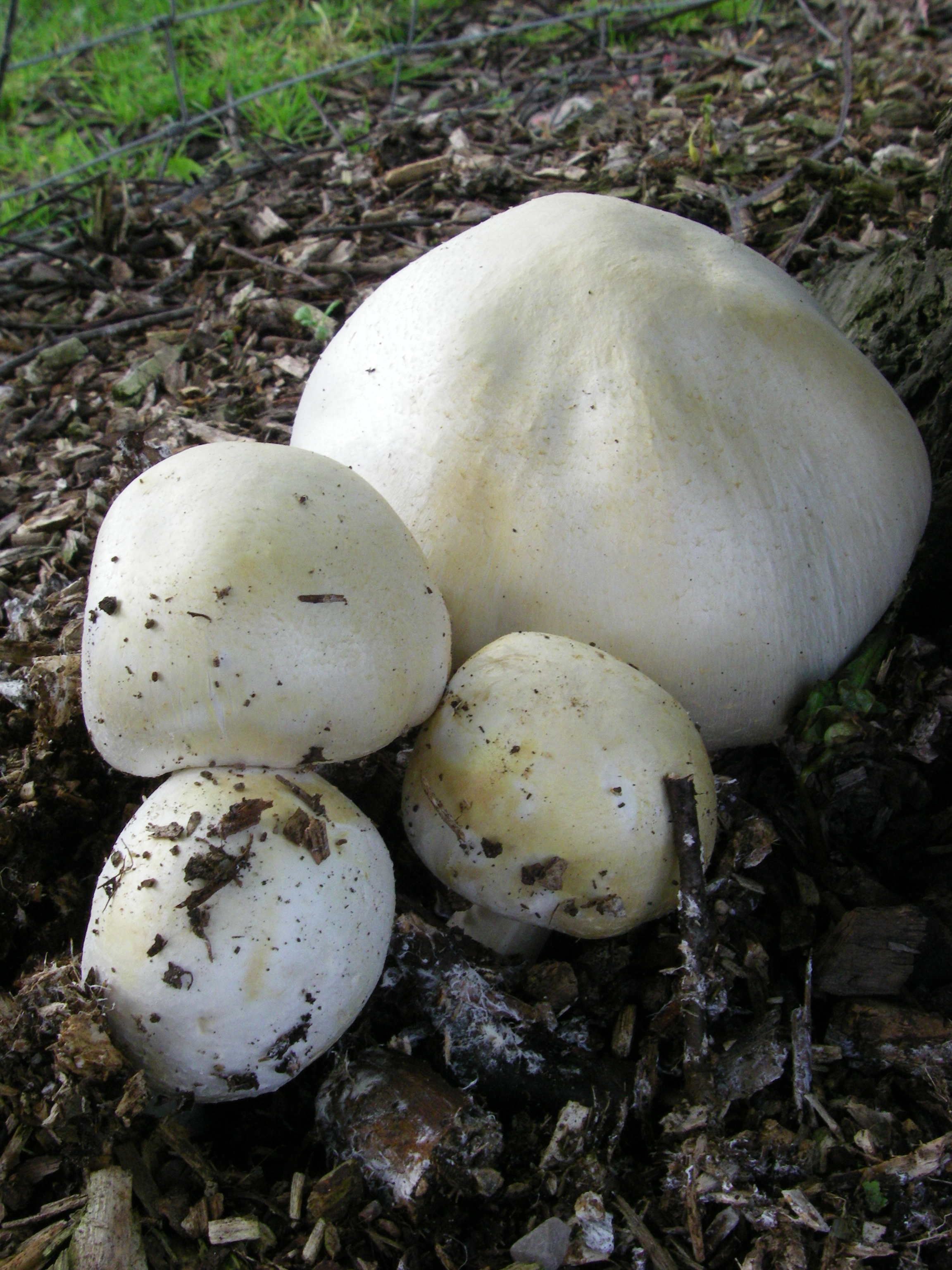
A. arvensis tineri
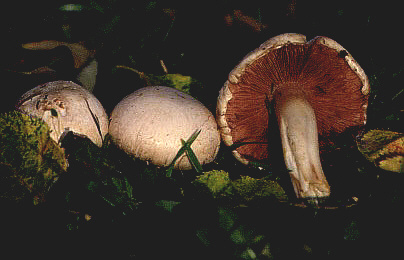
A. arvensis] bătrâni
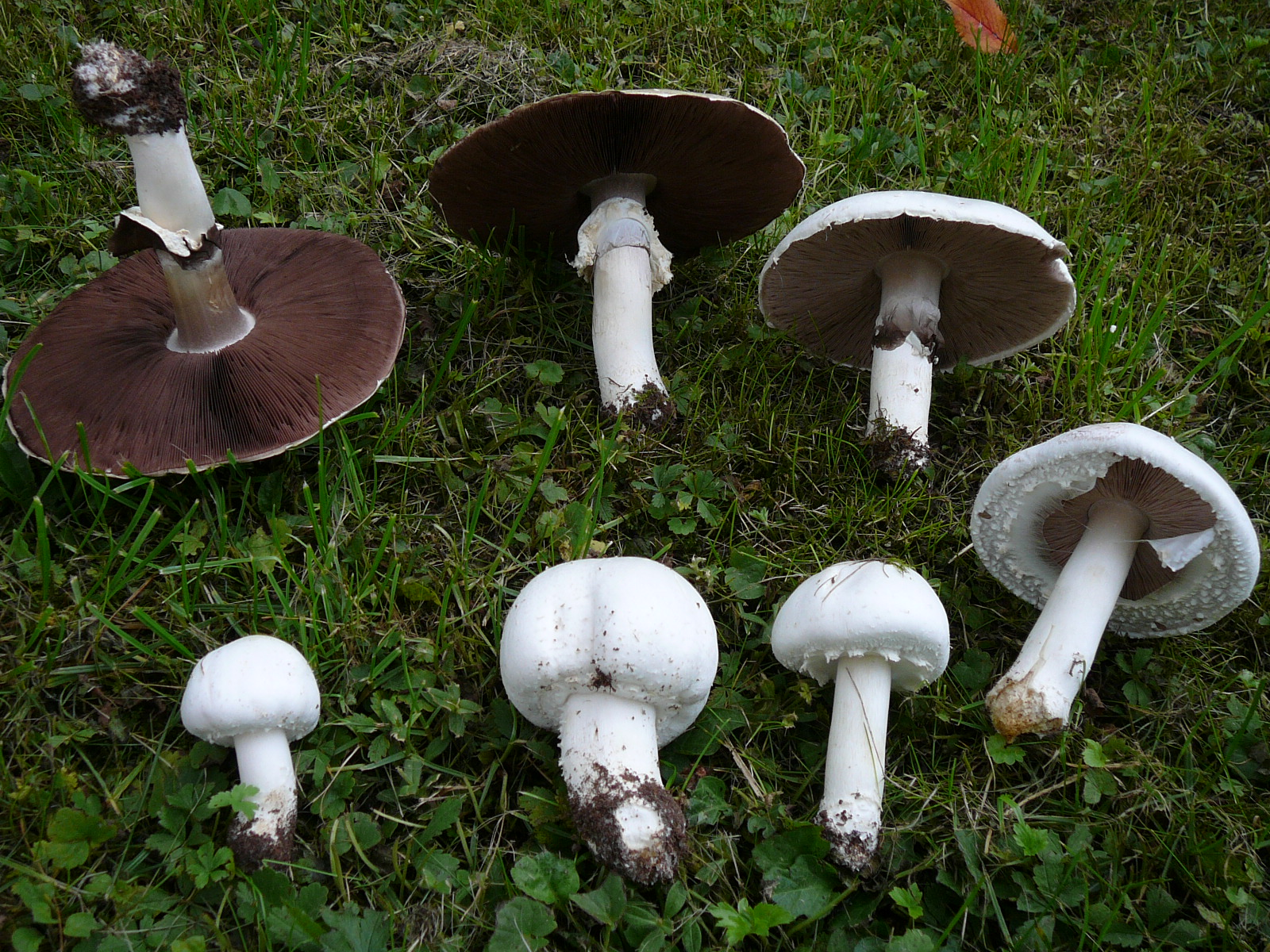
A. arvensis, dezvoltare

## Confuzii
În mod general șampinionul oilor poate fi doar confundat cu alte specii Agaricus care au miros de anason și/sau de migdale cum sunt gemenul său mai mare Agaricus macrosporus sau Agaricus abruptibulbus, Agaricus albolutescens, Agaricus bresadolanus (otrăvitor), și Agaricus macrosporus. sau Agaricus silvicola. Confundarea cu alte soiuri albuie ale genului Agaricus ca de exemplu Agaricus bitorquis, Agaricus campestris, cu mai micul Agaricus comtulus, sau, de asemenea, cu Amanita Eliae, Calocybe gambosa ori Volvariella speciosa sin. Volvariella gloiocephala sunt posibile dar inofensive, cu excepția otrăvitorului Agaricus xanthodermus, cărui carne de bază este colorată mereu galben, mirosind a iod, fenol sau cerneală. Altfel se ivește situația, dacă un începător ar confunda soiul cu specii letale cum sunt Amanita phalloides, Amanita verna, Amanita virosa sau Inocybe erubescens care este în tinerețe alb.

### Specii otrăvitoare de confundat

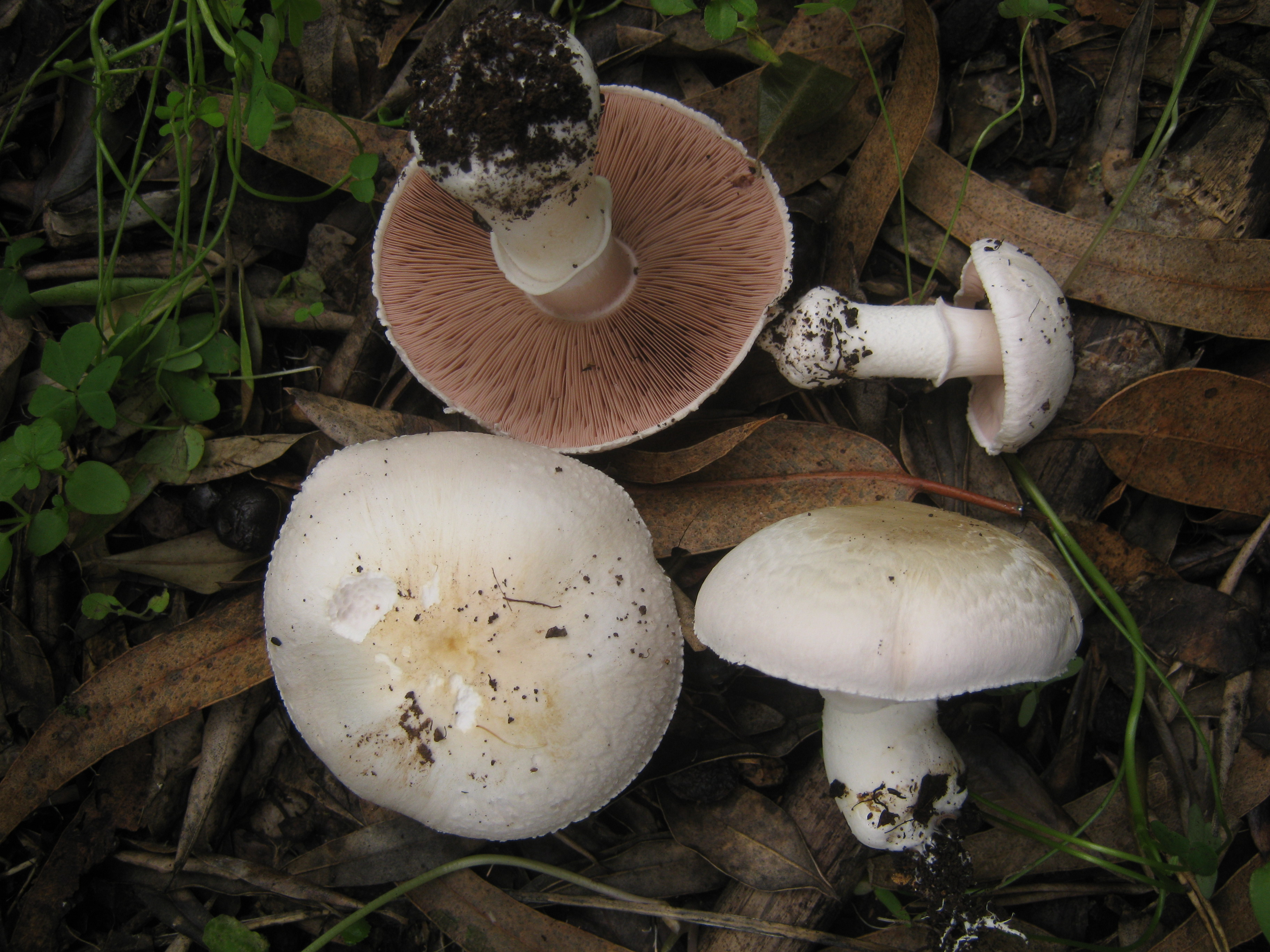
!!Agaricus bresadolanus!!
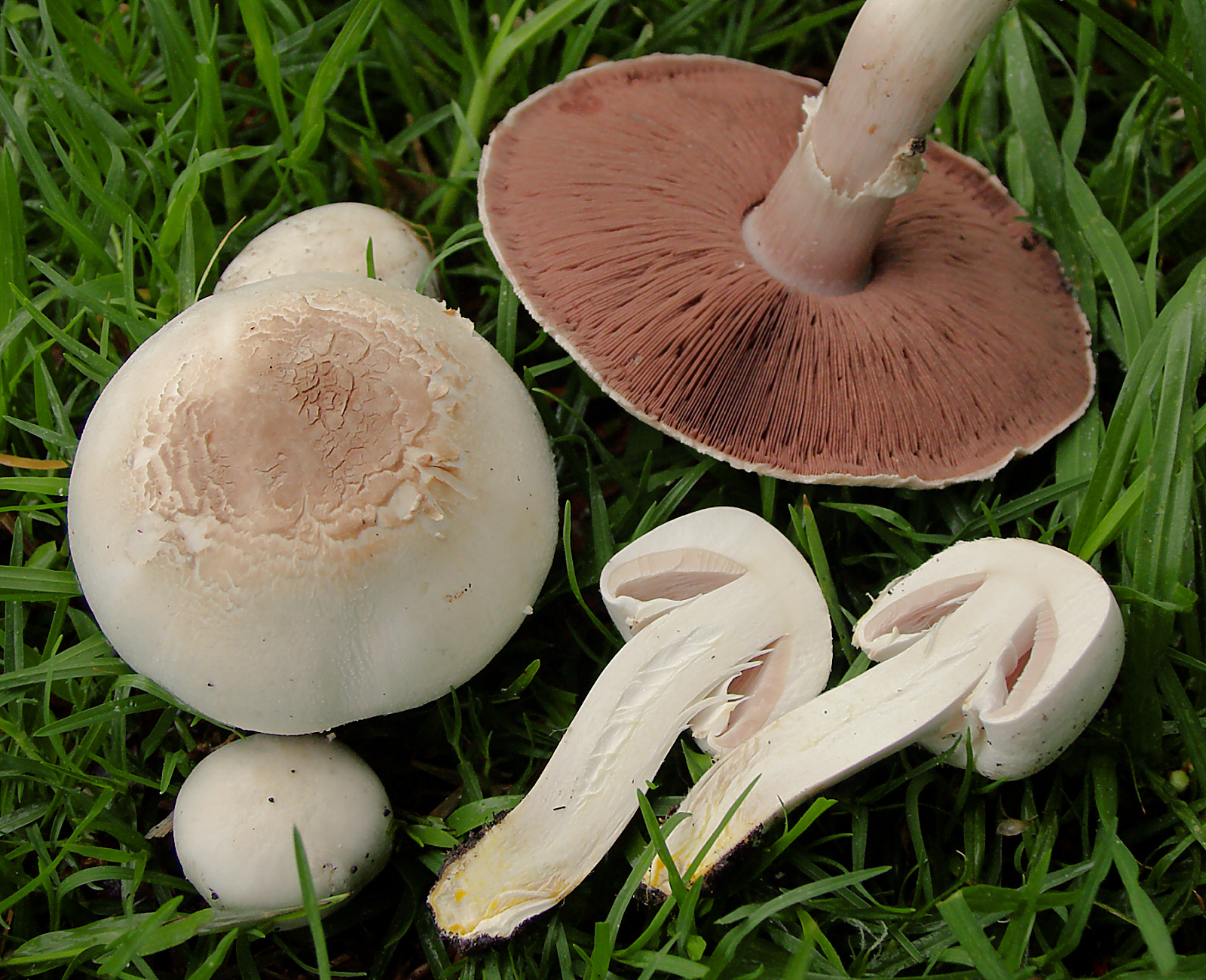
!! Agaricus xanthodermus !!
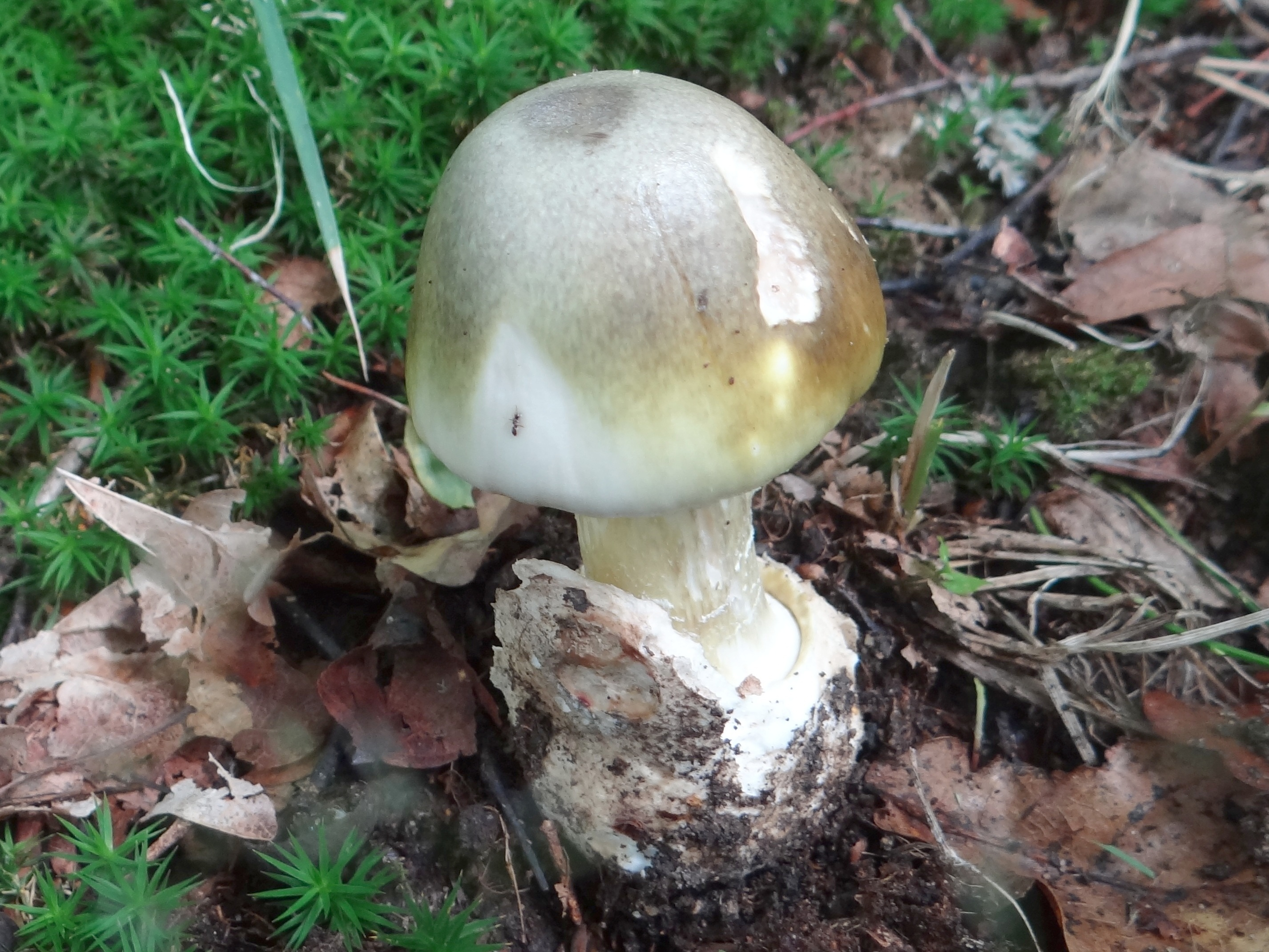
!!! Amanita phalloides !!!
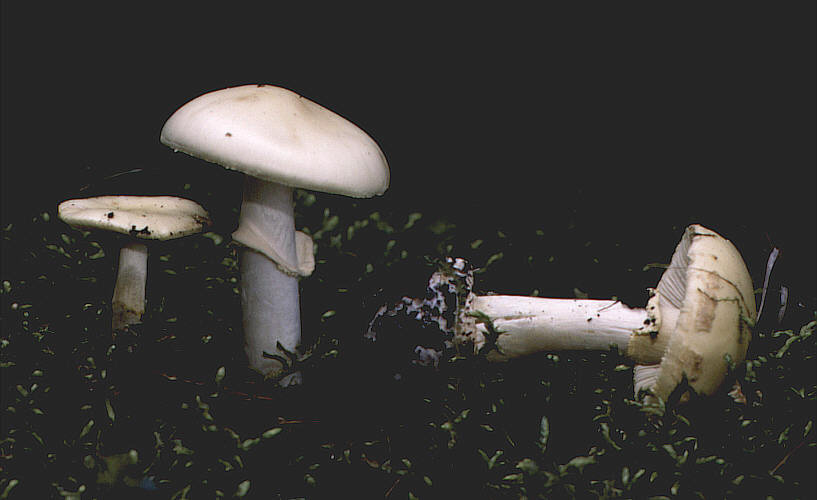
!!! Amanita verna !!!
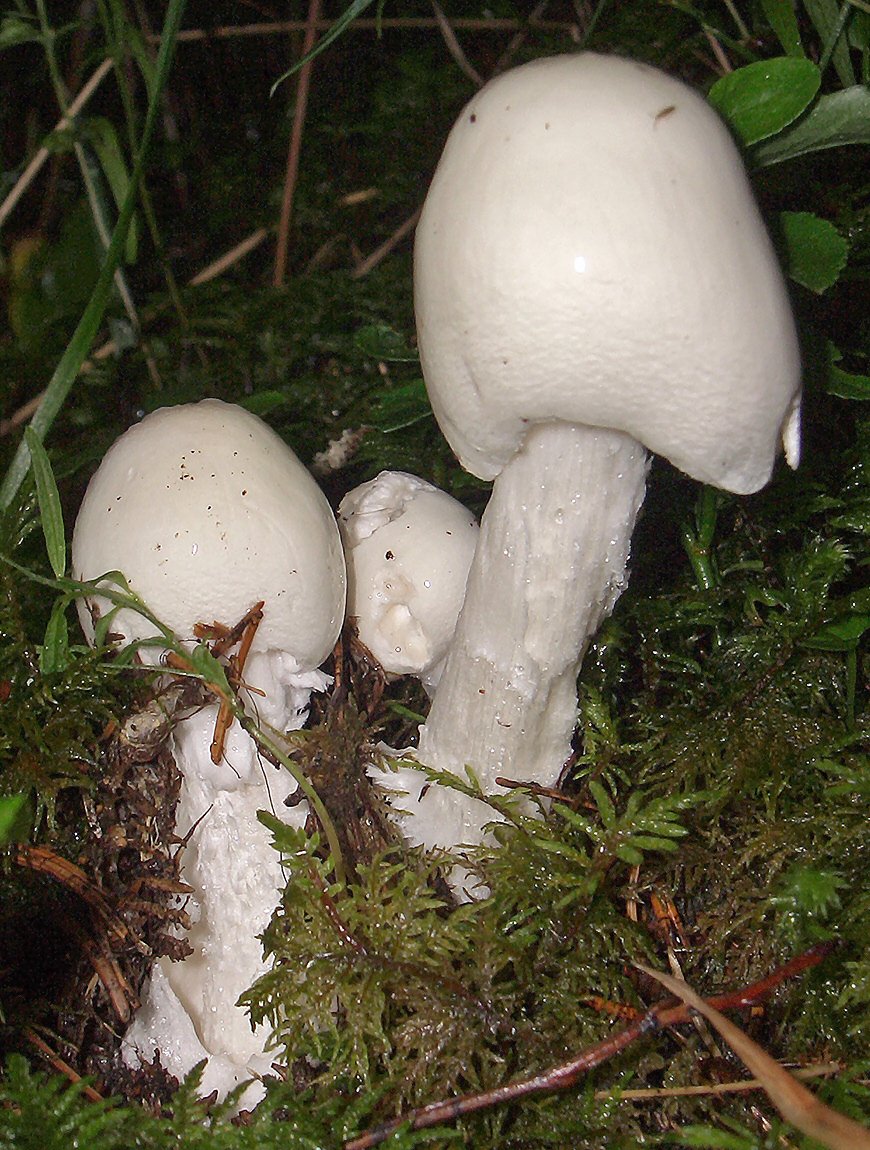
!!! Amanita virosa !!!
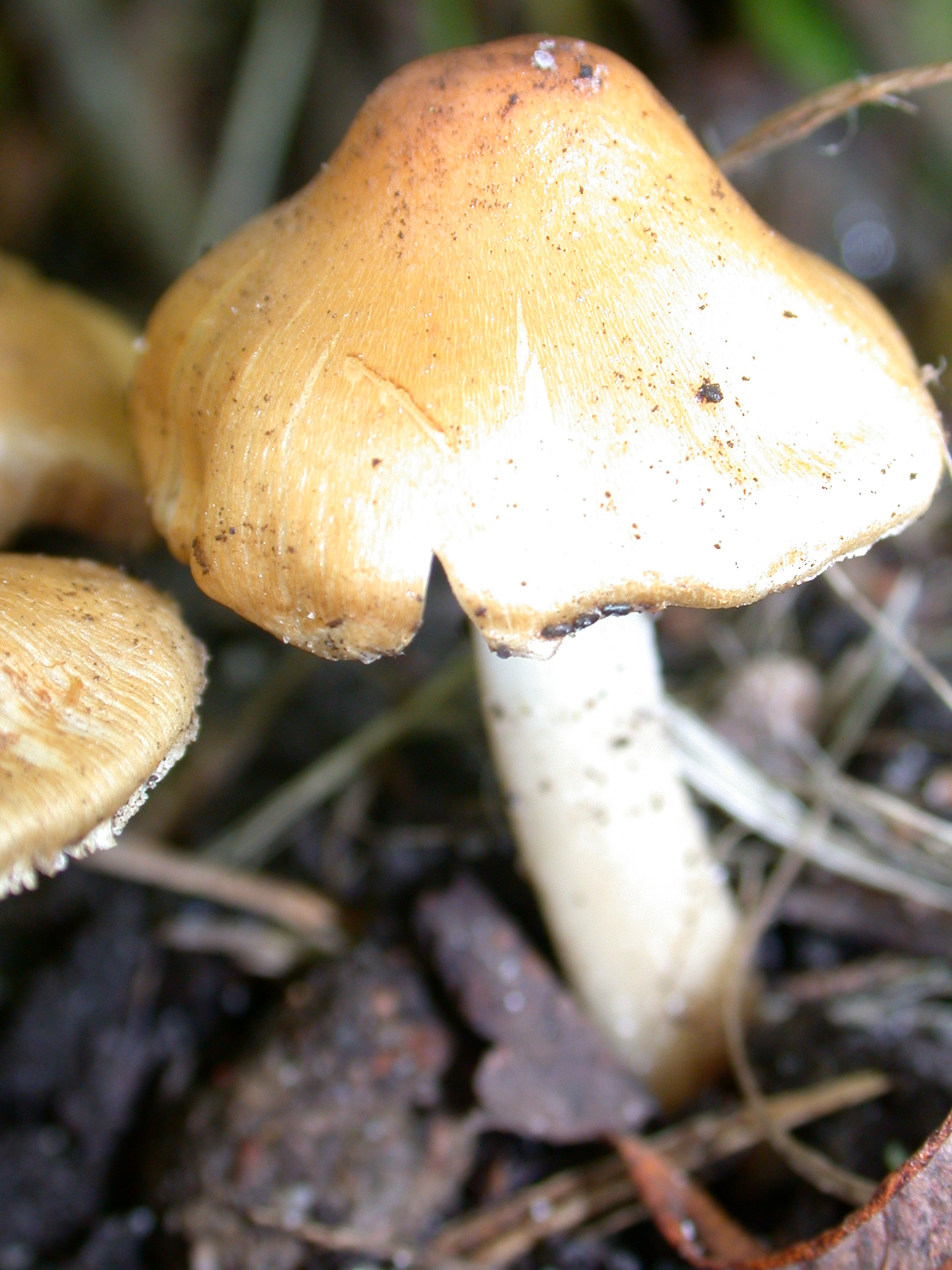
!!! Inocybe erubescens !!!

### Specii comestibile de confundat

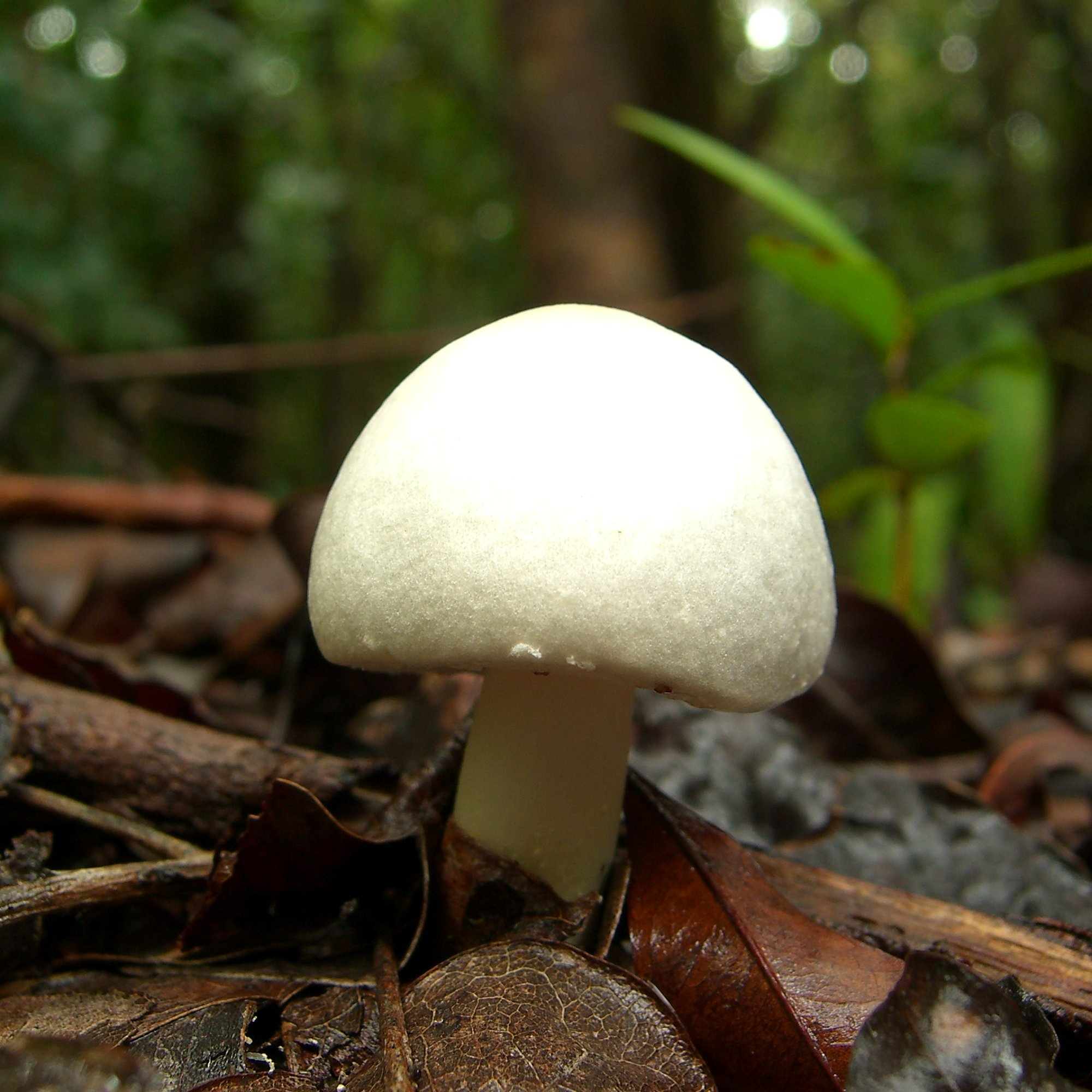
Agaricus abruptibulbus
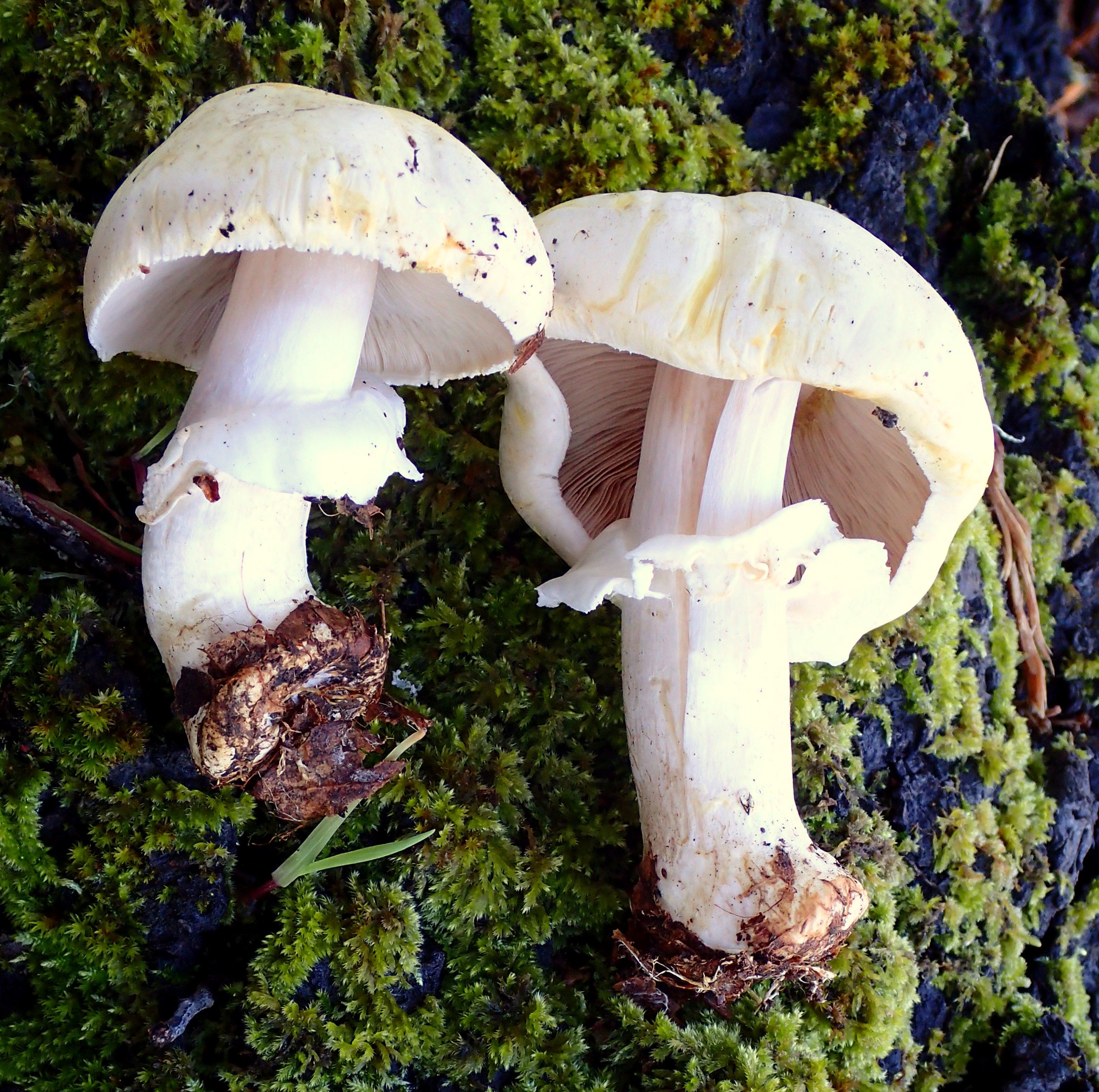
Agaricus albolutescens
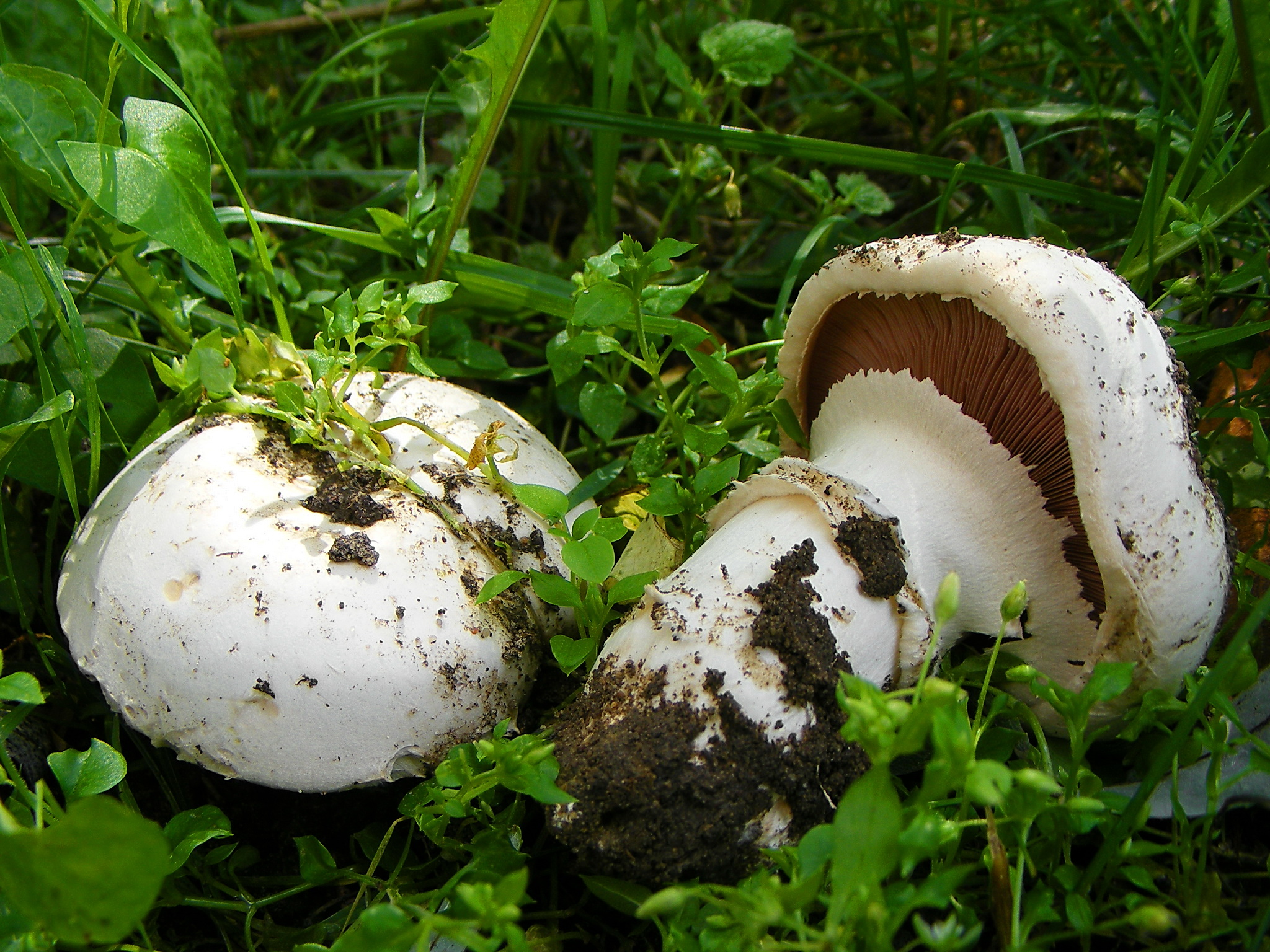
Agaricus bitorquis
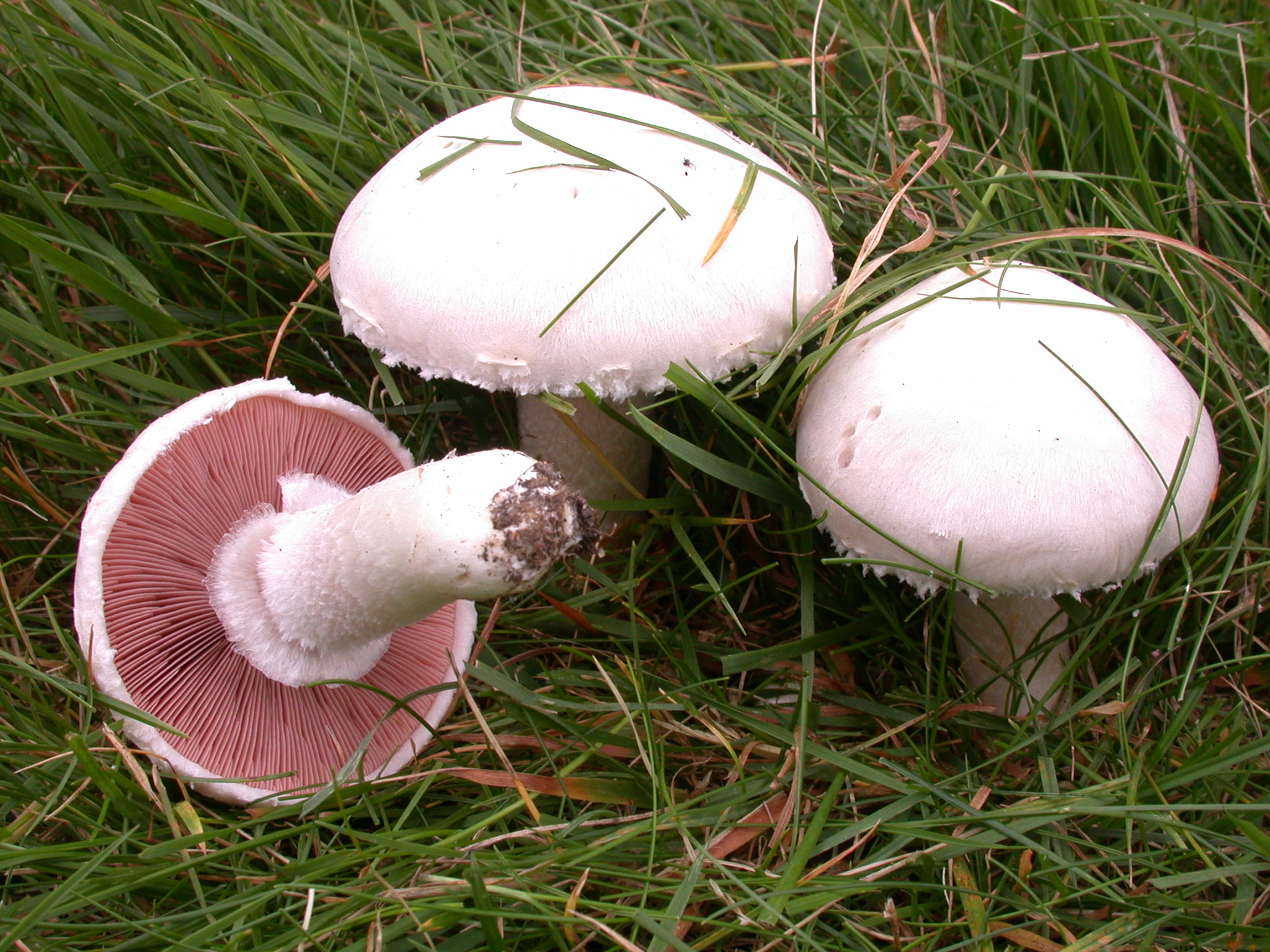
Agaricus campestris
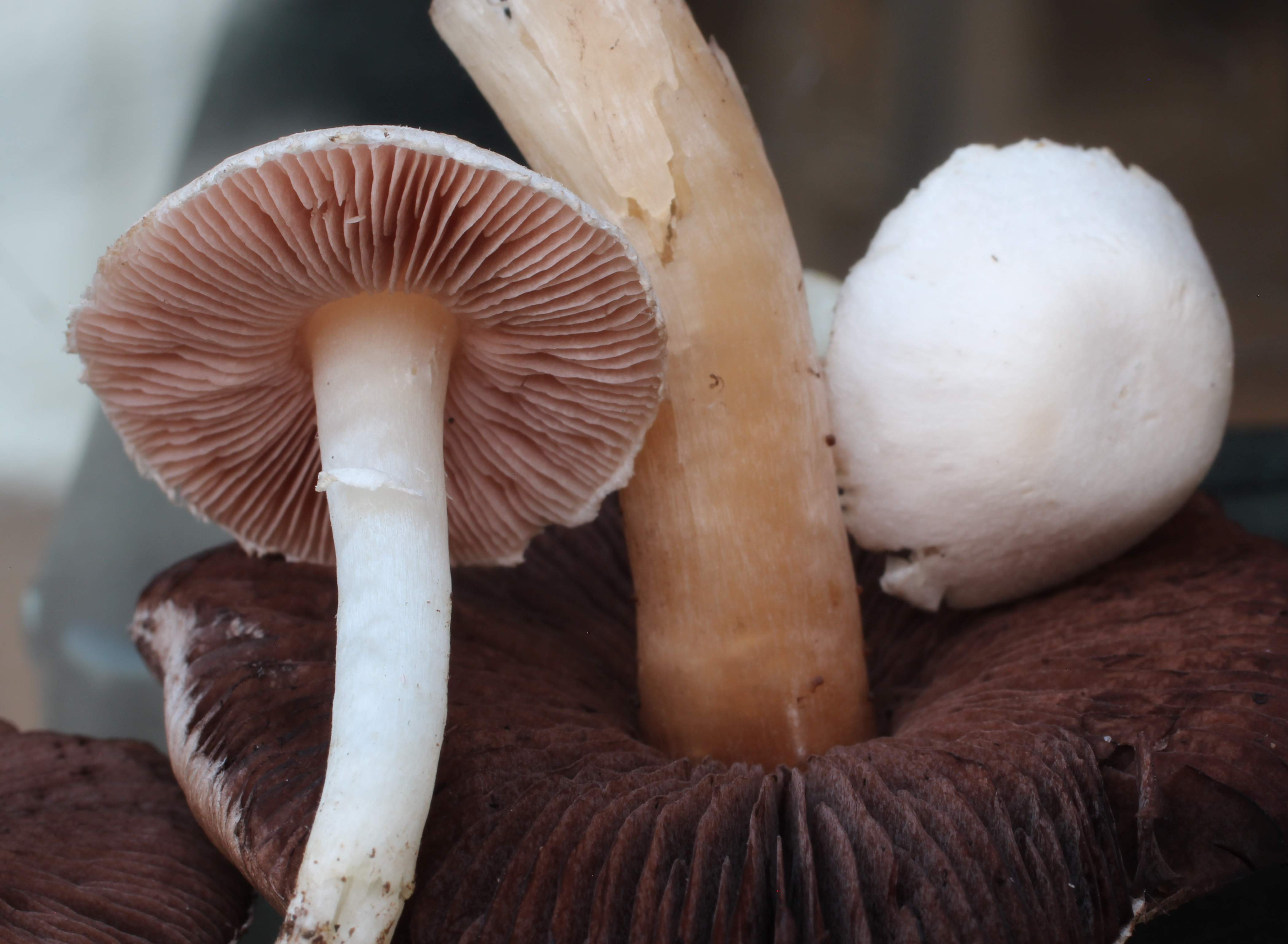
Agaricus comtulus

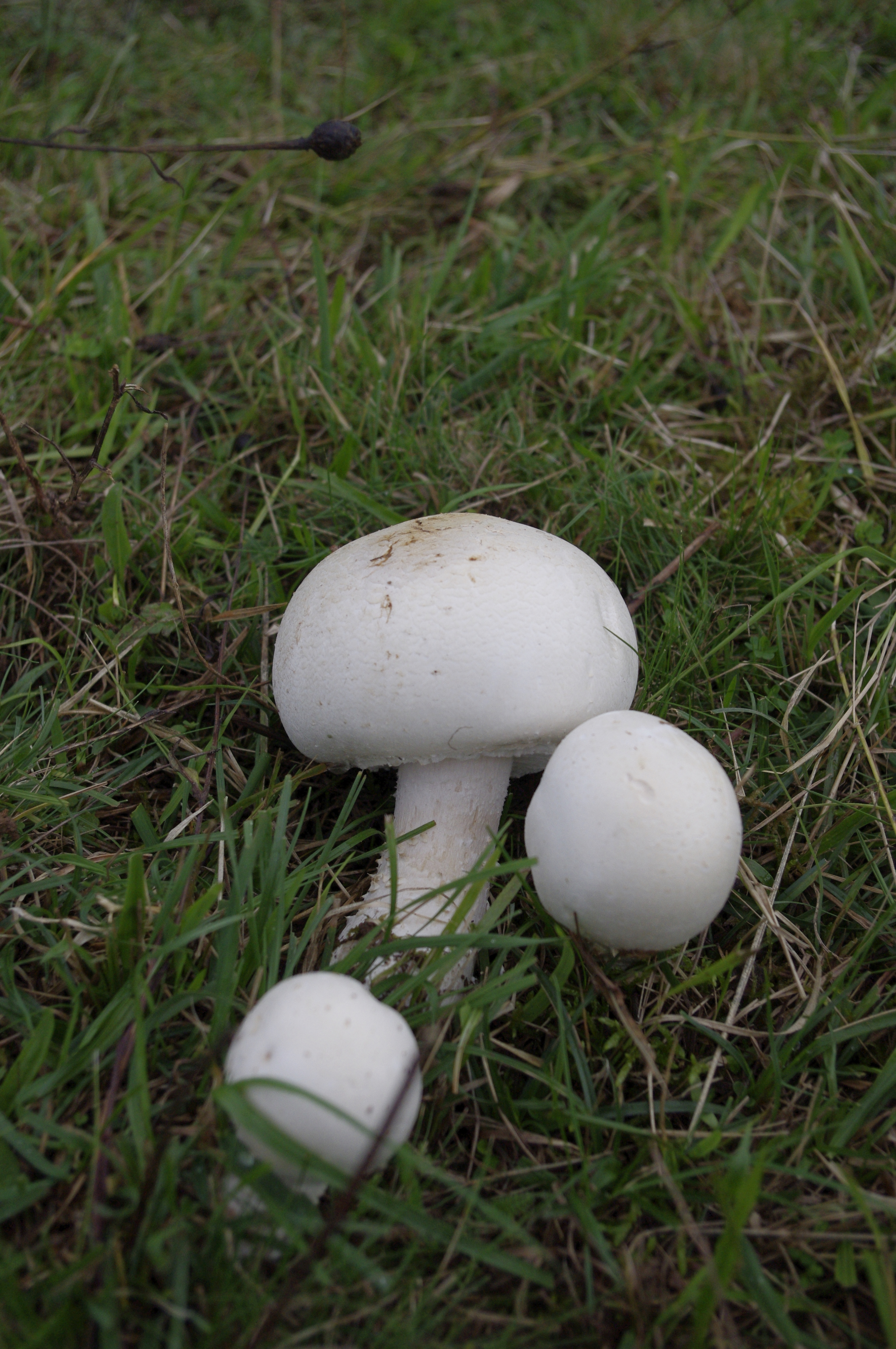
Agaricus macrosporus
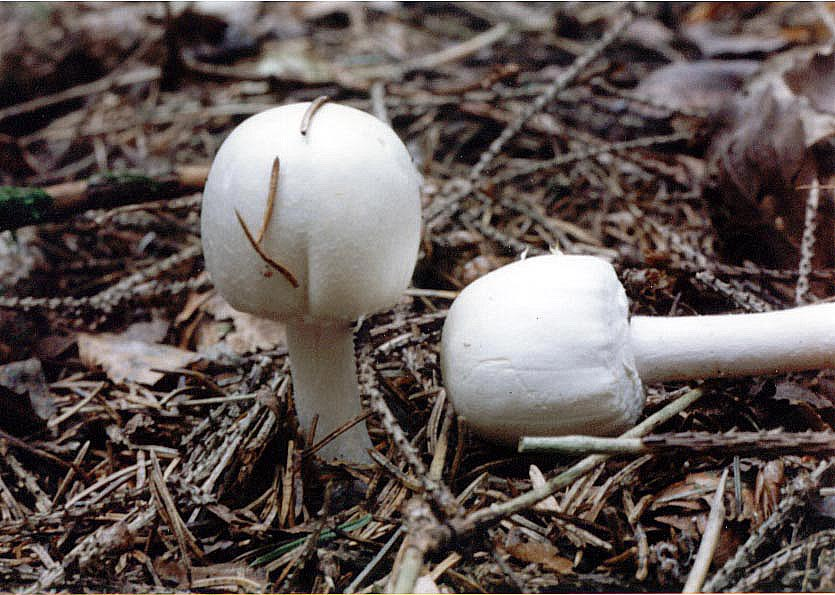
Agaricus silvicola
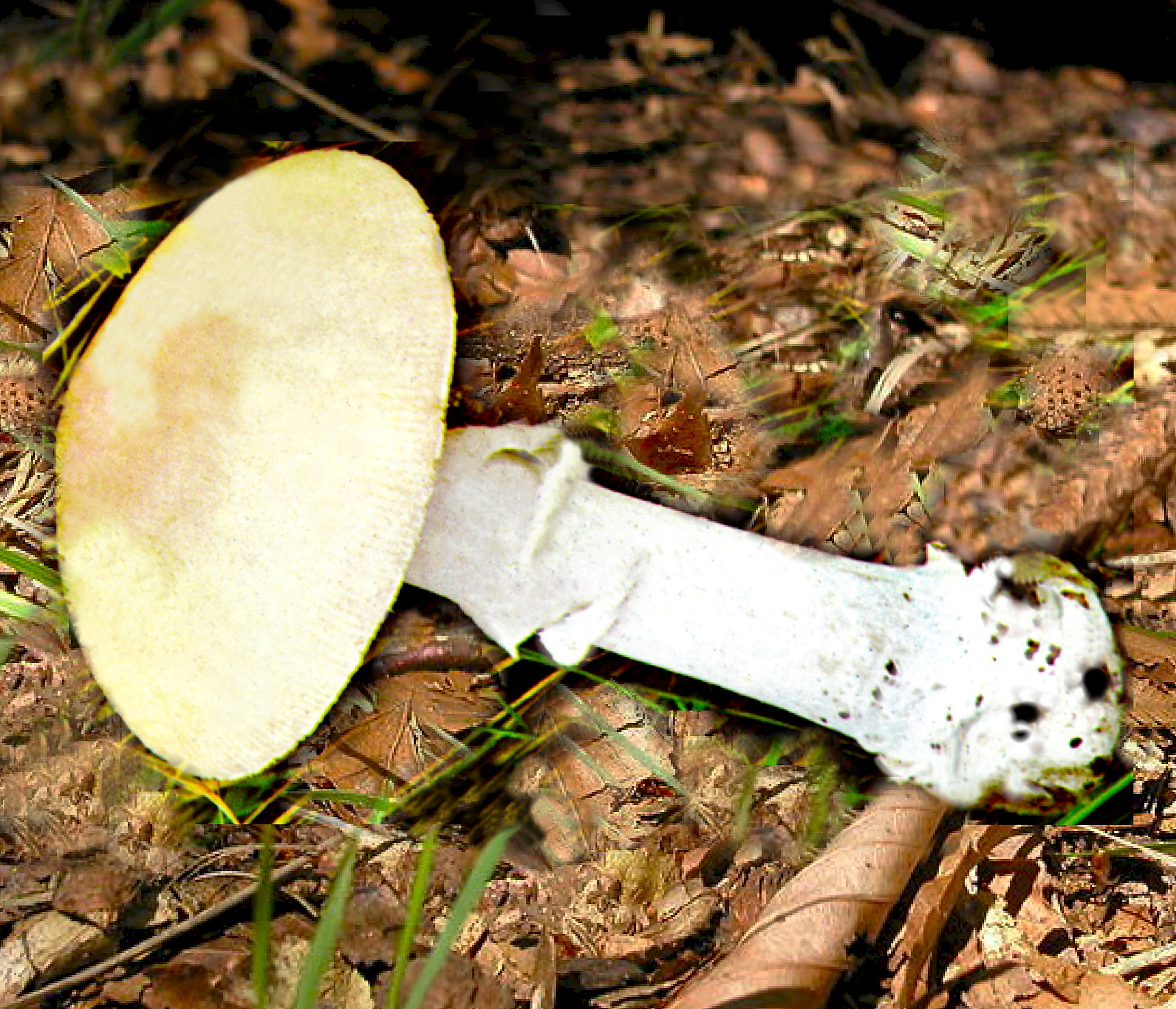
Amanita eliae
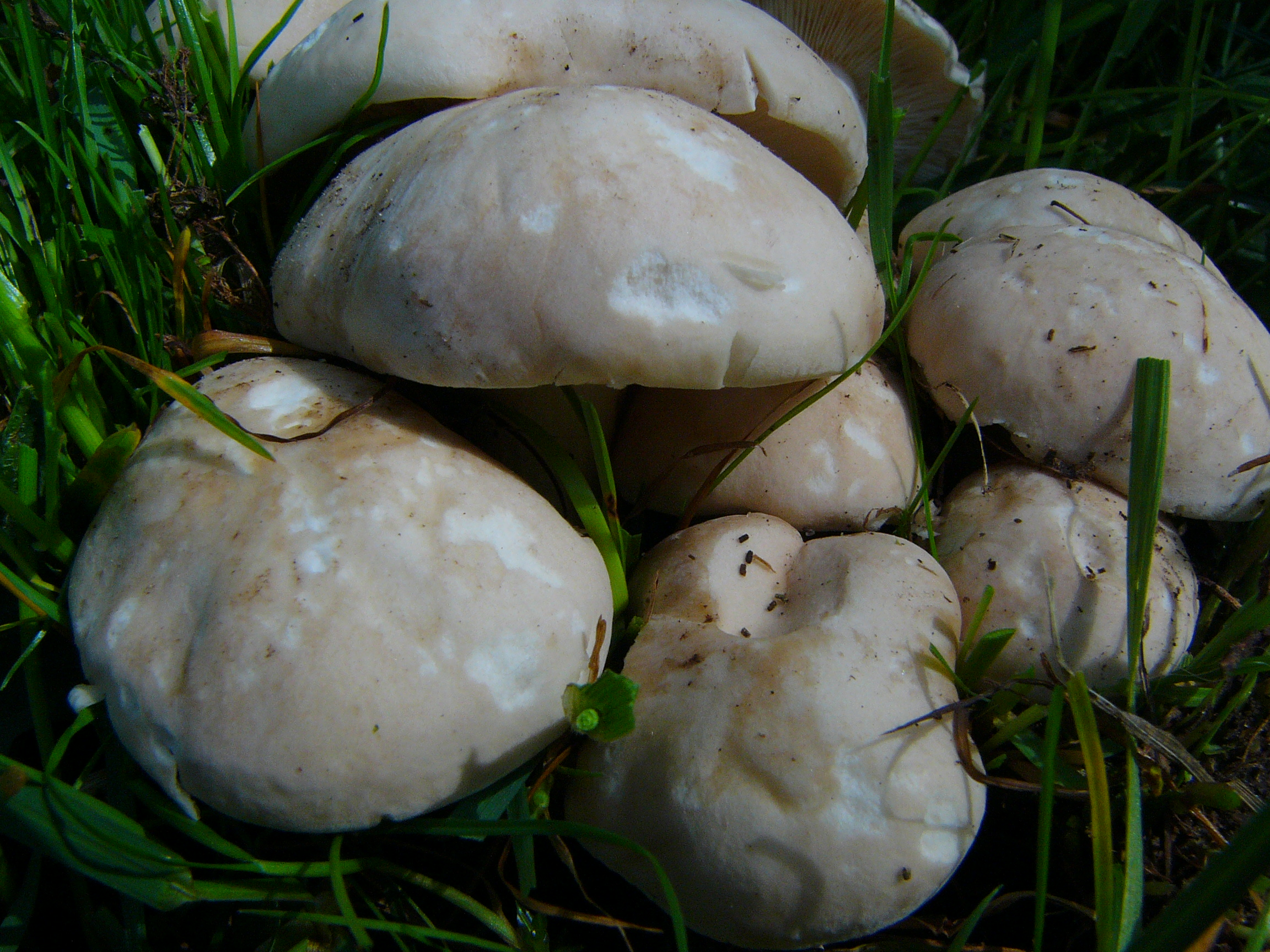
Calocybe gambosa
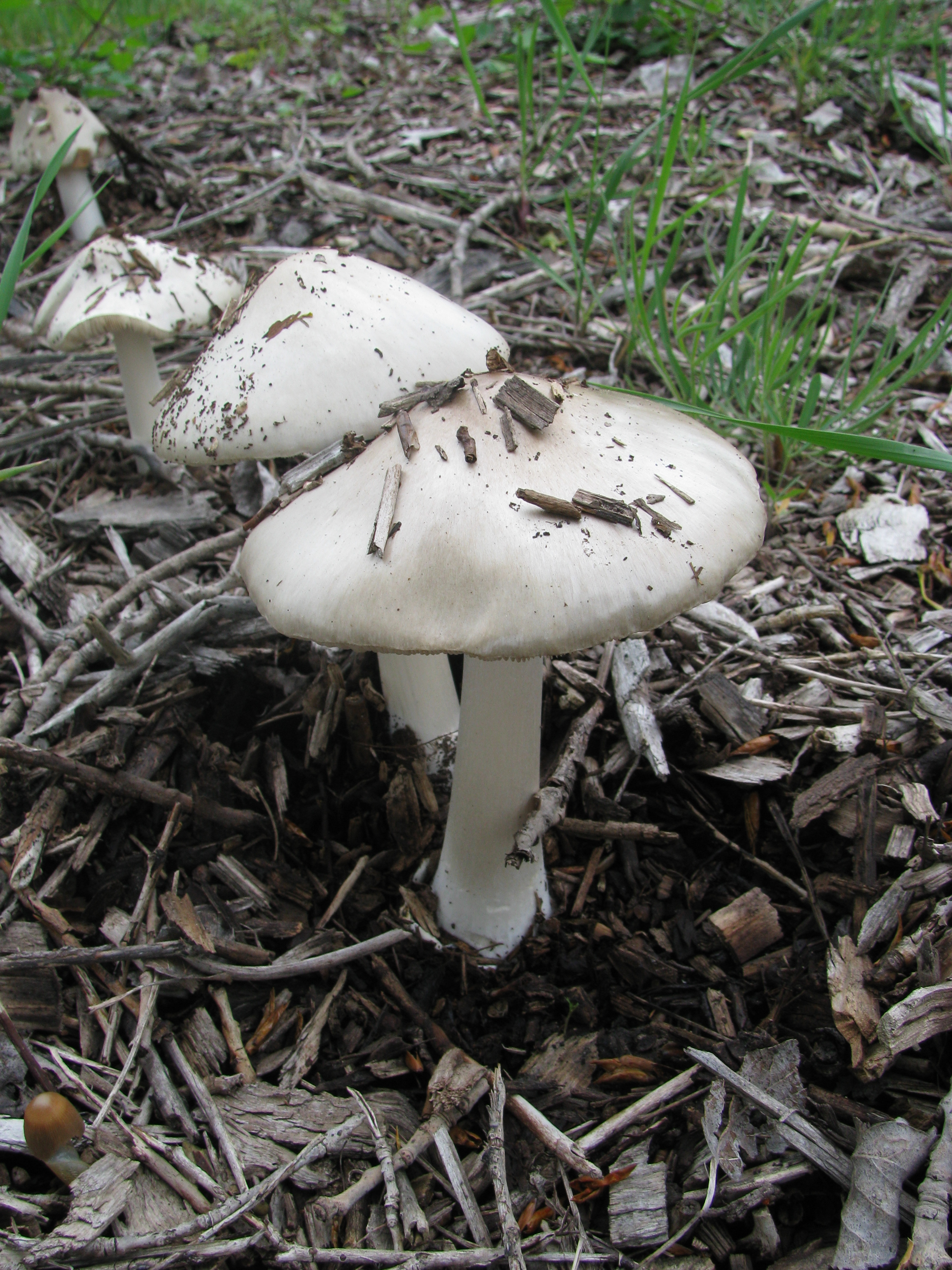
Volvariella speciosa

## Valorificare

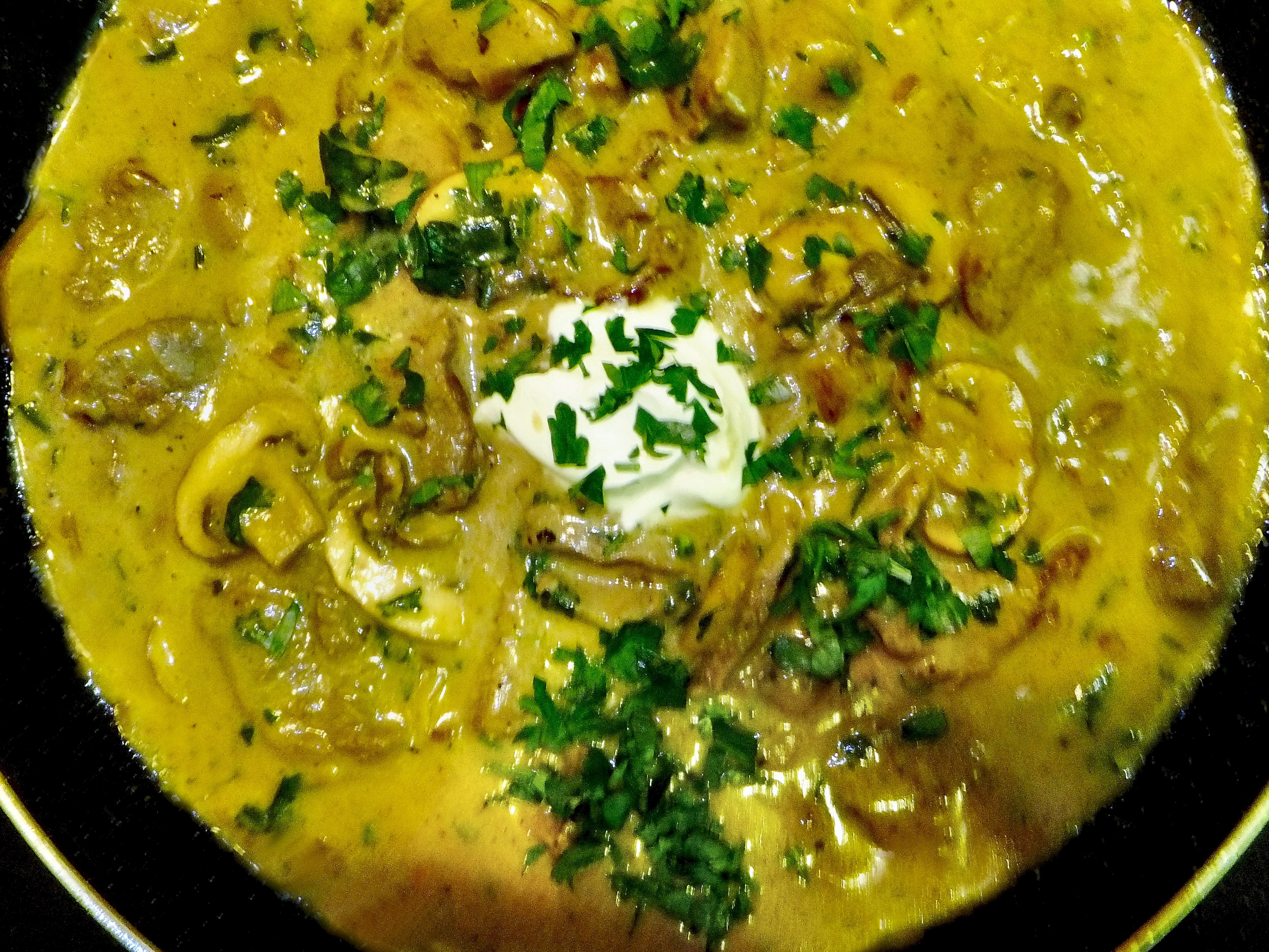
Filet de Boef Stroganoff cu Agaricus

Cu toate că această specie conține deseori o acumulare ridicată de metale grele, cum ar fi cadmiul și cuprul, ea este o ciupercă mult căutată și consumată, pentru că este gustoasă și de calitate bună. Mirosul de anason dispare în timpul preparării. Ciuperca de câmp poate fi pregătită ca ciulama, de asemenea împreună cu alte ciuperci sau adăugată la un sos de carne. Gustos este de asemenea cu jumări de ou, prăjit în unt cu verdețuri, ca umplutură a unei plăcinte de foaie sau în mod ardelean (seu de porc, ceapă, ciuperci tăiate, morcov, păstârnac, boia ardei, smântână). Buretele firește poate fi conservat și în ulei, oțet sau saramură după ce a fost fript sau fiert.
Acest burete poate fi cultivat pe bălegar de cal compostat. Cu toate acestea, domeniul de aplicare al acestor culturi este comercial scăzută.